# Fabricio Salas
Sergio Fabricio Salas (Villa Mercedes, Argentina, 15 de mayo de 1985) es un entrenador de baloncesto argentino. 
Actualmente es el entrenador principal de Búcaros de Bucaramanga. Fue campeón de la Liga Nacional de Bolivia con el Club Deportivo y Cultural Pichincha de Potosí, y campeón de la Liga Nacional de Ecuador con Club Punto Rojo de Ibarra. Integró el Staff CAB en el Programa de Desarrollo Deportivo de la Confederación Argentina de Basquetbol trabajando con jugadores de proyección para la selección de básquetbol de Argentina. Ex Entrenador en Jefe de la Selección Nacional de Ecuador absoluta.

## Carrera Deportiva

### Clubes
Se inició en 2007 en las categorías menores del Club Central Argentino de Río Cuarto (ciudad). A los 23 años dirigió su primer equipo de mayores logrando obtener diversos títulos asociativos, luego comenzaría a insertarse en el baloncesto profesional. Su primera temporada en los aa 2009/10 como entrenador asistente en Asociación Atlética Banda Norte y luego como entrenador jefe en diferentes clubes, en la selección sudeste de Córdoba en mayores y en varios seleccionados juveniles de San Luis en torneos argentinos.
Fue entrenador de las ligas de ascenso del baloncesto argentino, en el Club Chorrillero de San Luis, Club Sarmiento de Leones; Club Sanjustino de San Justo y Club Ciudad de saladillo. En 2019 salió del país para dirigir al Club Deportivo y Cultural Pichincha de Potosí en la Liga Boliviana de Básquetbol obteniendo el campeonato de manera invicta y la participación en la Liga Sudamericana. Fue el primer entrenador extranjero en ganar la Liga Nacional y recibió el premio al mejor entrenador.
En la temporada 2019/20 fichó por el Club Ciclista Juninense en la Liga Argentina, temporada que se vio interrumpida por la pandemia mundial de covid-19 y en la 2020/21 en Club Atlético Peñarol (Mar del Plata) para integrar el staff de la Liga Nacional, temporada que se disputadó en forma de burbuja por las condiciones sanitarias.
Durante las temporadas 2021 y 2022 se mudó a La Rioja (Argentina) para entrenar al Club Riachuelo, equipo nuevo en el profesionalismo en donde disputaron la Liga Argentina 2021, el Super 20 y la Liga Nacional 2021/22, terminando con récord positivo. Fue el entrenador más joven en la elite del basquetbol argentino. En junio de 2022 se marchó a la ciudad de Ibarra (Ecuador) para dirigir al primer equipo del Club Punto Rojo LR en la Liga Ecuatoriana de Baloncesto, fueron campeones de liga con un balance de 17-1 y participaron en la edición 25° de la Liga Sudamericana. La Federación Ecuatoriana de Básquetbol le otorgó el premio al mejor entrenador de la temporada y fue nombrado como entrenador de la Selección de baloncesto de Ecuador.
Durante el primer semestre de la temporada 2023 fue el entrenador principal de Gigantes de Guayana en la Superliga Profesional de Baloncesto de Venezuela, posicionando al equipo en instancias de postemporada. Actualmente en el segundo semestre del año, se encuentra dirigiendo en la Liga Profesional de Baloncesto de Colombia al equipo Búcaros de Bucaramanga.

## Funciones

### Disertante
- En los cursos de entrenadores Nivel 1 y 2 de la Escuela Nacional de Entrenadores de Basquetbol de Argentina (ENEBA).
- En las Clínicas de reválida anual en Argentina y Ecuador.
- Director del Diplomado Internacional en Baloncesto por la Universidad de La Punta.
- En cursos en línea, clínics y conferencias para América Latina.

### Entrenador
- En Programa de Desarrollo Deportivo de la Confederación Argentina de Basquetbol.
- Director de Campus de perfeccionamiento en Argentina, Bolivia y Ecuador.
- Integró el plantel de International Basketball Camp en Mataró y Belgrado junto a entrenadores del KK Crvena Zvezda.[10]
- Participó en el campus de Audie norris en Barcelona, España.[11]
- Entrenador en colegios primarios y secundarios de San Luis (Argentina), y en la Universidad nacional de san luis.
- Fue director de diferentes programas en la Federación Sanluiseña de Basquetbol y en municipios. Asesor en escuela de iniciación y formación.

## Clubes
| Temporada | Equipo                        | País      | Cargo | Liga   |
| 2007/08   | Central Argentino             | Argentina | DT    | ASOC   |
| 2008/09   | Central Argentino             | Argentina | DT    | ASOC   |
| 2009/10   | A.A. Banda Norte              | Argentina | AT    | LIGA B |
| 2010/11   | A.A. Banda Norte              | Argentina | AT    | TNA    |
| 2012/13   | El Chorrillero                | Argentina | AT    | TFB    |
| 2013/14   | El Chorrillero                | Argentina | DT    | LPC    |
| 2014/15   | Alianza El Chorrillero/Merced | Argentina | DT    | LPC    |
| 2015/16   | Sarmiento de Leones           | Argentina | DT    | TPFB   |
| 2016/17   | Sanjustino                    | Argentina | DT    | TFB    |
| 2017/18   | Ciudad de Saladillo           | Argentina | DT    | TPFB   |
| 2018/19   | Ciudad de Saladillo           | Argentina | DT    | TPFB   |
| 2019      | Pichincha de Potosí           | Bolivia   | DT    | LNB    |
| 2019/20   | Ciclista Juninense            | Argentina | DT    | LA     |
| 2020/21   | Peñarol de Mar del Plata      | Argentina | AT    | LNB    |
| 2021      | Riachuelo de La Rioja         | Argentina | DT    | LA     |
| 2021      | Pichincha de Potosí           | Bolivia   | DT    | LNB    |
| 2021/22   | Riachuelo de La Rioja         | Argentina | DT    | LNB    |
| 2022      | Punto Rojo                    | Ecuador   | DT    | LNB    |
| 2023      | Gigantes de Guayana           | Venezuela | DT    | LNB    |
| 2023      | Búcaros de Bucaramanga        | Colombia  | DT    | LNB    |

#### Logros
- Mejor entrenador de la temporada: 2019,
- Mejor entrenador de la temporada: 2022,